# Anarchisme en Espagne
Historiquement, l'anarchisme en Espagne a eu une influence considérable. Mouvement ouvrier et de masse, il a profondément marqué l'histoire de l'Espagne jusqu'en 1939. 
Chez les Espagnols, les idées anarchistes naissent dès le début du XIXe siècle. En effet, les paysans sont opprimés d'un côté par le régime monarchique et de l'autre par un capitalisme naissant. Ils développent véritablement une pensée libertaire, sans pour autant la nommer. C'est en 1868, qu'envoyé par Bakounine, Giuseppe Fanelli implante l'Association internationale des travailleurs (AIT) en Espagne. Le mouvement syndical est largement orienté vers les idées libertaires. 
Lors de la Première République espagnole (1873-1874) les organisations sociales influencées par l'anarchisme sont les plus puissantes du pays du fait de cet ancrage très ancien. 
Cette influence est confirmée en 1910 par la création de la Confédération nationale du travail (CNT) et sa participation aux grandes grèves des années 1918-1919 où elle fédère des centaines de milliers de travailleurs.
La CNT devient la première formation syndicale du pays durant la Seconde République espagnole (1931-1939)
En riposte au soulèvement nationaliste des 17 et 18 juillet 1936 en Espagne et au début de la guerre civile, le mouvement libertaire organise une révolution sociale qui est l'un des rares épisodes historiques dans lequel les idées anarchistes d'organisation sociale sont mises en œuvre sur une grande échelle.
En 1977, au cours de la transition démocratique espagnole, l'anarchisme est brièvement un pôle d'attraction politique, culturel et social de masse. L'anarcho-syndicalisme perdure au sein de la Confédération générale du travail.
Bien qu'essentiellement lié au syndicalisme ouvrier, l'anarchisme espagnol est un mouvement qui touche l'ensemble des problématiques sociales : Francisco Ferrer dans le domaine de l'éducation libertaire, les Mujeres Libres et l'émancipation des femmes sans oublier ses composantes individualistes.

## Association internationale des travailleurs

Sigle de la Fédération Régionale espagnole de l'AIT.

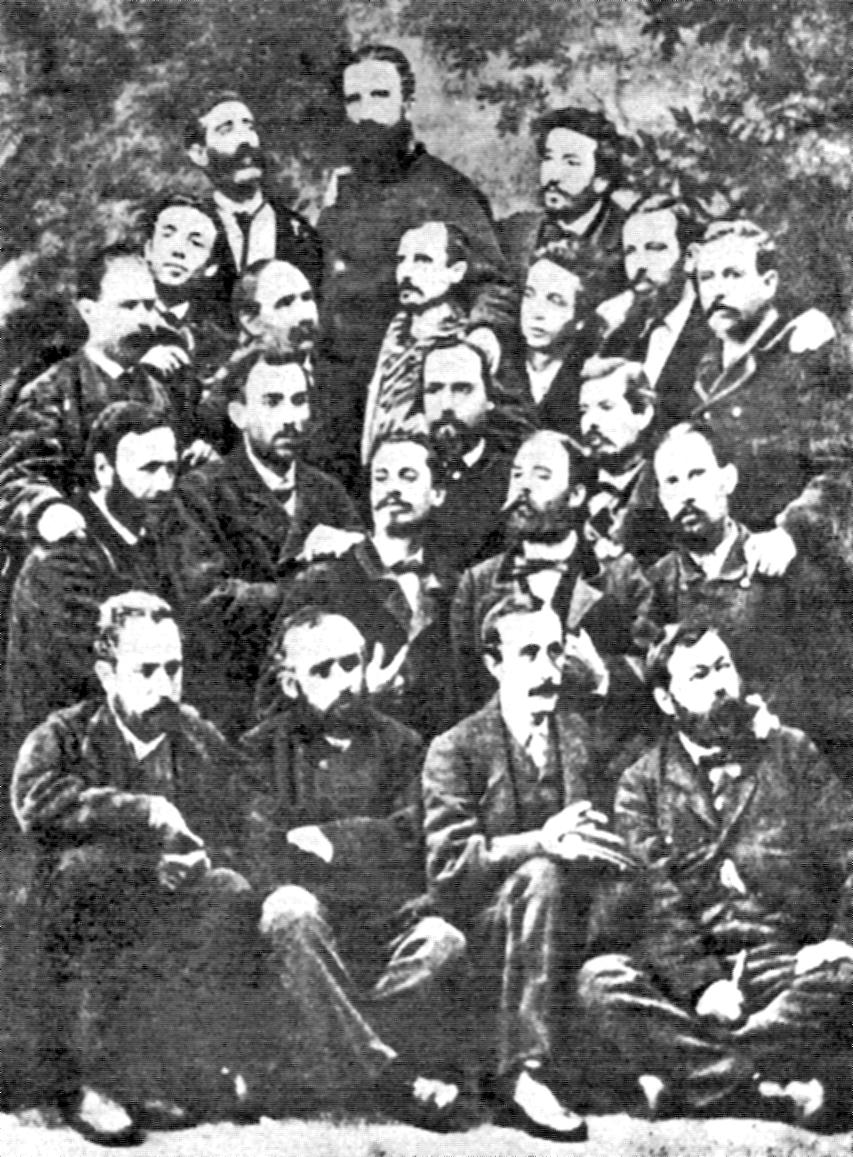
Le groupe fondateur de la Première Internationale à Madrid autour de Giuseppe Fanelli.

En 1868, Mikhaïl Aleksandrovitch Bakounine confie à Giuseppe Fanelli la mission de se rendre en Espagne pour y constituer les premiers groupes de l’Association internationale des travailleurs. Il se rend successivement à Madrid et à Barcelone. Malgré le peu de contact qu’il possède dans le pays, sa mission est couronnée de succès. Au-delà de la création de l’Internationale en Espagne, le voyage de Fanelli est devenu une sorte de mythe fondateur de l'anarchisme espagnol.
Une délégation de la Fédération régionale espagnole est présente au IIIe congrès de l'Internationale la même année à Bruxelles. Ce congrès marque la prédominance des idées syndicalistes et collectivistes. L’Association internationale des travailleurs y déclare qu’elle « n’est fille ni d’une secte, ni d’une théorie. Elle est le produit spontané du mouvement prolétaire ».
Lors du IVe congrès à Bâle en 1869, une majorité des délégués, dont les espagnols, soutient la motion collectiviste dite « anti-autoritaires » (« bakouninistes »). Le congrès décide d'organiser les travailleurs dans des sociétés de résistance (syndicats).
En 1870, lors du conflit qui oppose les partisans de l'autonomie réunis autour de Bakounine au Conseil Général de Londres dominé par Karl Marx sur la question de la participation aux élections politiques, la Fédération régionale espagnole appuie Bakounine.
De cette opposition nait une Internationale antiautoritaire qui regroupe des fédérations hostiles au Conseil général de Londres. C'est autour d'elle que va mûrir l'idéologie anarchiste qui se revendique alors du nom de « collectivisme révolutionnaire », se voulant le promoteur d'un système économique autogéré en dehors de toute autorité, de toute centralisation, de tout État. La constitution de cette nouvelle internationale a lieu à Saint-Imier le 15 septembre 1872. Y sont représentées les fédérations espagnoles, italiennes et jurassiennes, plusieurs sections françaises et deux sections d'Amérique. Le congrès de Saint-Imier se donne comme objectif « la destruction de tout pouvoir politique par la grève révolutionnaire ».

### Fédération régionale espagnole
La Fédération régionale espagnole est une organisation ouvrière fondée en tant que section espagnole de la Première Internationale en 1870 et dans laquelle était représentée les tendances marxiste et bakouniniste. Évoluant dans la clandestinité, elle se dissout pour se recréer en 1881 sous la forme légale de la Fédération des travailleurs de la région espagnole d'influence bakouniniste.

### Fédération des travailleurs de la région espagnole
La Fédération des travailleurs de la région espagnole est fondée à Barcelone en 1881 principalement sur l'initiative Josep Llunas i Pujals, Rafael Farga i Pellicer et Antoni Pellicer. Elle est partagée en deux tendances : les collectivistes bakouninistes et les communistes libertaires kropotkiniens. En 1882-1883, le gouvernement espagnol utilise des actions criminelles attribuées à La Mano Negra pour réprimer l'organisation.

## La propagande par le fait

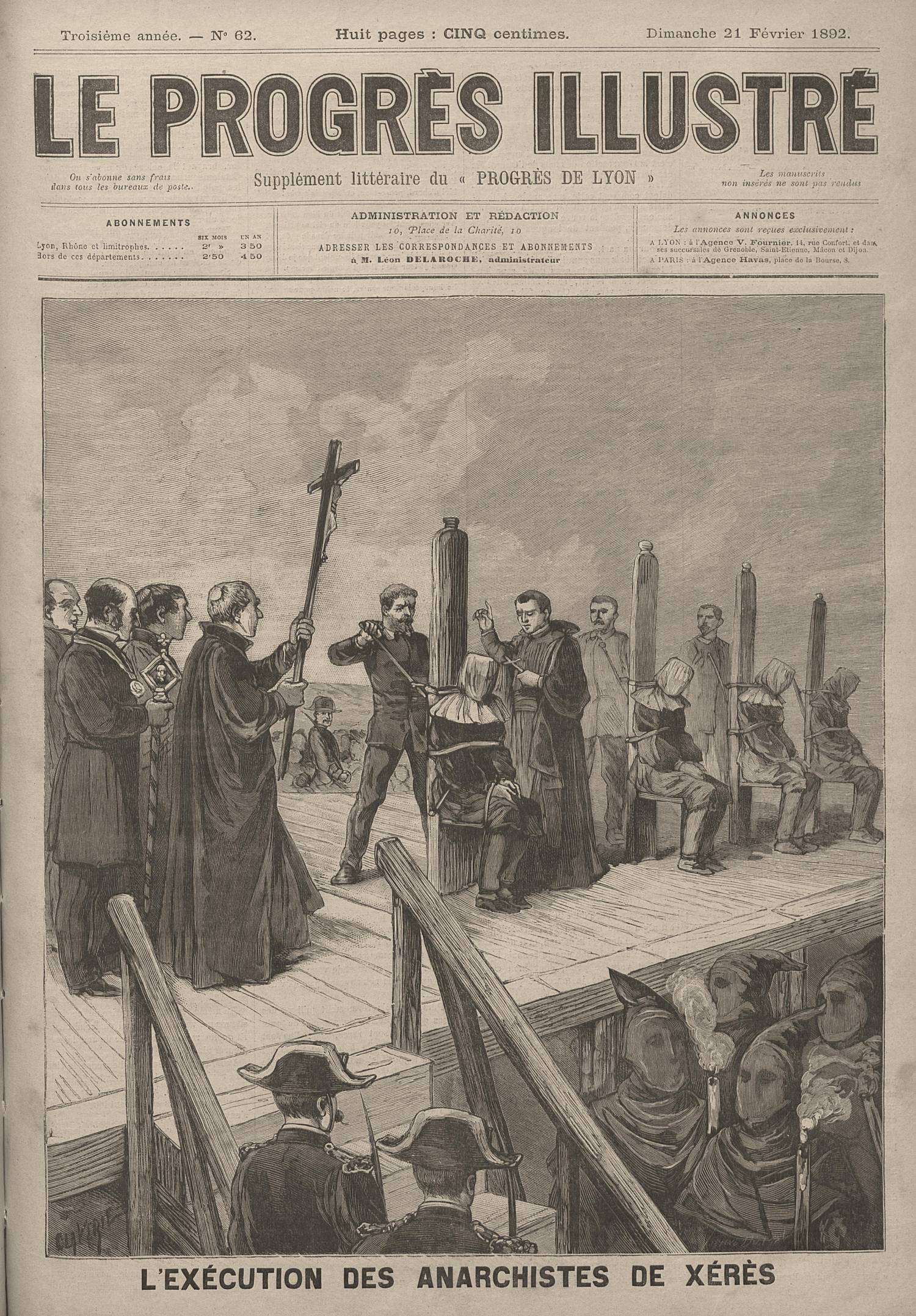
Exécution des anarchistes de Xérès (1892).

## Le syndicalisme révolutionnaire (1900-1910)

### Solidaridad Obrera

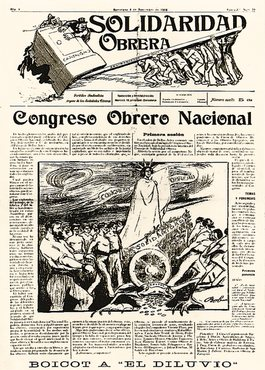
Solidaridad Obrera, 4 novembre 1910.

L'organisation syndicale Solidaridad Obrera est fondée en octobre 1907 à Barcelone. Elle est le résultat d’une fédération de plusieurs sociétés ouvrières qui se donnent alors pour objectif de réorganiser les syndicats catalans très affaiblis après l’échec de la grève générale de 1902. En septembre 1908, elle tient à Barcelone son premier congrès auquel participent environ 142 délégués. Durant ce congrès, Solidaridad Obrera devient une organisation régionale. En 1909, elle compte 12 500 syndiqués en Catalogne.

### Pédagogie libertaire

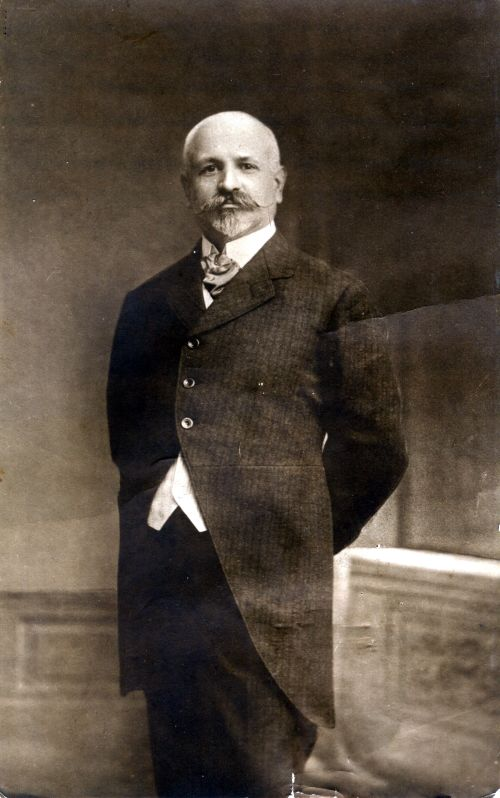
Francisco Ferrer Guardia.

À l'initiative de Francisco Ferrer est créée à Barcelone en octobre 1901, la première Escuela moderna . Son projet pédagogique d'inspiration libertaire s'appuie sur la mixité, l’égalité sociale, la transmission d’un enseignement rationnel, l’autonomie et l’entraide. En 1907, ce réseau compte plus d'une centaine d'écoles en Espagne. Elle inspire les modern schools américaines et les nouveaux courants pédagogiques.

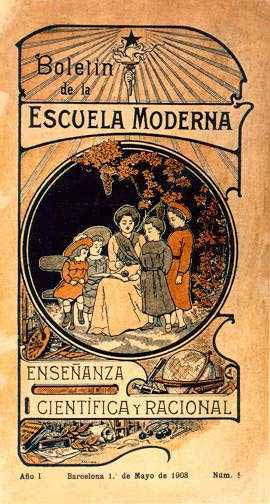
Le bulletin de l'École Moderne, décembre 1905.

Échappant au contrôle de l’État et, surtout des institutions religieuses qui ont le monopole de l'éducation, et véhiculant un projet émancipateur de transformation sociale, l’École moderne s’attire vite les foudres du gouvernement et du clergé qui n’aspirent qu’à une chose, la fermer.
Le 31 mai 1906, le jour du mariage du roi Alphonse XIII, une bombe explose au milieu du cortège, provoquant la mort de 28 personnes. Le coupable est Mateo Morral, traducteur et bibliothécaire de l'École Moderne. Son appartenance à l’École moderne suffit aux autorités pour ordonner sa fermeture. Par la même occasion, Francisco Ferrer est arrêté, puis finalement acquitté le 19 juillet 1907.

### La Semaine tragique
En juillet 1909, c’est la Semaine tragique à Barcelone : à la suite d'une série d’émeutes contre la guerre au Maroc espagnol et contre le rappel des réservistes, une terrible répression s’abat sur le mouvement ouvrier. Le pédagogue libertaire Francisco Ferrer est arrêté et exécuté. Face à l’ampleur de cette répression, Solidaridad Obrera prend conscience de ses limites  à pouvoir réagir et de la nécessité de se renforcer. 
C’est dans ce contexte que le second congrès est organisé à Barcelone les 30, 31 octobre et 1er novembre 1910.
Durant ce congrès, l’organisation décide de prendre de l’ampleur en passant d’un cadre régional à un cadre national. C’est ainsi qu’est créé à partir de Solidaridad Obrera et d’autres sociétés ouvrières espagnoles une organisation syndicale nouvelle ayant une dimension nationale : la Confederación Nacional del Trabajo (en français « Confédération nationale du travail ») ou CNT.

### La fondation de la CNT

Confédération nationale du travail.

## Du syndicalisme révolutionnaire à l'anarcho-syndicalisme (1910-1923)

### L'opposition anarchiste à la Première guerre mondiale
Lors du déclenchement de la Première Guerre mondiale, la CNT est dissoute par les autorités. Toutefois, les sociétés ouvrières de Barcelone qui maintiennent leur tradition antimilitariste, publient en mai 1914 un manifeste contre la guerre. La presse anarchiste dénonce la trahison de l'internationalisme par les socialistes européens.
En avril de 1915 est organisé un Congrès international de la paix en présence de délégués de toute l'Espagne et plusieurs pays (France, Angleterre, Portugal, Brésil). Fait marquant, aucun espagnol ne signe le Manifeste des Seize rédigé en 1916 par Pierre Kropotkine et Jean Grave qui prennent parti pour le camp des Alliés et contre l’« agression allemande ».

### Pistolérisme (1919-1923)
À la suite de l'émergence de la Confédération nationale du travail après la grève générale de 1917, la Fédération patronale oppose une politique d'intransigeance totale. Pour contrer les revendications des travailleurs et les grèves, le patronat crée des « syndicats libres » anti-révolutionnaires pour diviser le mouvement ouvrier et engage des bandes armées qui organisent une vague d'assassinats des chefs syndicalistes.
Ce « terrorismo blanco » ou pistolérisme est couvert par des protections dans l'appareil d'État. Entre 1919 à 1923, en Espagne et particulièrement en Catalogne, le pistolérisme a causé la mort violente de 200 travailleurs et 20 hommes armés engagés par les employeurs. Les syndicats répondent par la création de leurs propres « groupes d'action » dont les plus notoires sont Los Justicieros (1920) et Los Solidarios (1922).
Le pistolérisme disparait en 1923 avec le coup d'État de Miguel Primo de Rivera.

## La dictature de Primo de Rivera (1923-1930)
Arrivé au pouvoir le 13 septembre 1923 par un coup d'État, le capitaine général de Catalogne, Miguel Primo de Rivera mène une politique de répression impitoyable envers la CNT. Les mesures prises par le Conseil militaire visent à contrôler les syndicats. L'utilisation des pouvoirs de l'état de guerre, lui permet de fermer le siège social des syndicats, d'emprisonner sans procès ses militants et bannir de leurs représentants. De nombreuses organisations syndicales entrent dans la clandestinité.

### Athénées libertaires et éducation populaire

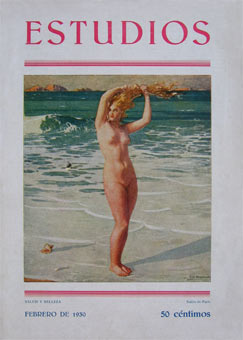
Estudios, février 1930.

Les organisations politiques et syndicales étant illégales pendant la dictature, le mouvement libertaire se réorganise sur des bases culturelles et d'éducation populaire.
Dès le début du XXe siècle, sous l'impulsion de l'éducation rationaliste, les athénées libertaires (ca), associations culturelles et d'éducation populaire, sont des lieux ouverts aux travailleurs de tous les âges. Elles leur permettent d'acquérir une formation culturelle qui leur est refusée par leur statut social d'origine et sont souvent le premier contact avec l'anarchisme.
Ces athénées sont implantés dans des quartiers populaires et permettent aux habitants de se rencontrer, de débattre, notamment autour de la publication de livres et de brochures, des excursions, des conférences, du théâtre, des lectures de poésie, des débats, des cours d'espéranto ou des bibliothèques en libre accès. Ces lieux sont également, pour les femmes qui travaillent, le premier endroit où elles se retrouvent sur un pied d'égalité avec les hommes et où est diffusée de l'information sur l'hygiène, la prévention des maladies, la contraception et la liberté sexuelle.
Cette démarche d'éducation populaire se manifeste par une intense activité éditoriale dont La Revista Blanca de Federico Urales et Soledad Gustavo, ainsi que la revue Estudios animée par les médecins Isaac Puente Amestoy et Isaac Puente Amestoy, en sont des exemples.

### Répression, clandestinité et divergences internes
En mai 1924, la CNT est interdite et son journal Solidaridad Obrera suspendu. Déjà affaiblie par l'intransigeance patronale, l'action des « syndicats libres », le pistolérisme des « années de plomb » (1919 à 1923), la CNT est au bord de l'effondrement, notamment dans son bastion catalan.
Les débats internes sont vifs entre les « syndicalistes » tels Joan Peiró (élu secrétaire général de la CNT en 1922 et 1928) ou Ángel Pestaña qui préconisent une adaptation de l'organisation aux nouvelles normes légales  et les « anarchistes » tels que Diego Abad de Santillán ou Emilio Lopez Arango qui soupçonnent les premiers de « réformisme » et d'abandon de l'action directe ouvrière.
De nombreux militants sont contraints à l'exil en Europe ou en Amérique du Sud. À Paris est constitué, en février 1924, un « Comité de relation anarchiste » qui préconise une ligne d'insurrection populaire. Parmi eux, des figures qui marqueront telles que Francisco Ascaso, Juan García Oliver, Gregorio Jover ou Buenaventura Durruti.
Malgré l'échec des tentatives insurrectionnelles de novembre 1924, les différents stratégiques entre « syndicalistes » et « anarchistes purs » se prolongent jusqu'au Congrès national tenu dans la clandestinité à Barcelone en avril 1925 : la proposition de collaboration avec toutes les forces tendant à la destruction de la dictature est encadré par l'objectif réaffirmé de  développement de la révolution sociale.

### La Fédération Anarchiste Ibérique

Drapeau de la CNT-FAI.

C'est dans ce contexte qu'apparait en juillet 1927, la Fédération Anarchiste Ibérique (FAI), organisation spécifique fondée clandestinement à Valence à la suite de l'initiative du deuxième Congrès de la Fédération des groupes anarchistes de langue espagnole en France (Marseille, mai 1926). La FAI est le résultat de la fusion de cette dernière avec l'Uniâo Anarquista Portuguesa et la Federación Nacional de Grupos Anarquistas de España.
Le terme ibérique se réfère à sa volonté d'unifier le mouvement anarchiste portugais et espagnol dans une organisation pan-ibérique.
Influencé par l'exemple de la Fédération ouvrière régionale argentine, l'objectif est de renforcer le caractère anarchiste de la Confédération nationale du travail en créant des comités mixtes associant des membres de la FAI et de la CNT afin d'éloigner le syndicat de l'influence des groupes politiques républicains.
Les membres de la FAI s'organisent sur la base des groupes d'affinité de trois à dix des membres, fédérés parallèlement à la CNT.

## La guerre civile et la révolution sociale (1936-1939)

### La contre-révolution
En juillet 1937, à la suite des affrontements des journées de mai 1937 à Barcelone, la nécessité de changer en profondeur le schéma organisationnel de l'anarcho-syndicalisme pousse la Confédération nationale du travail, la Fédération anarchiste ibérique et la Fédération ibérique des jeunesses libertaires, à constituer le Mouvement libertaire,.

### L'exil

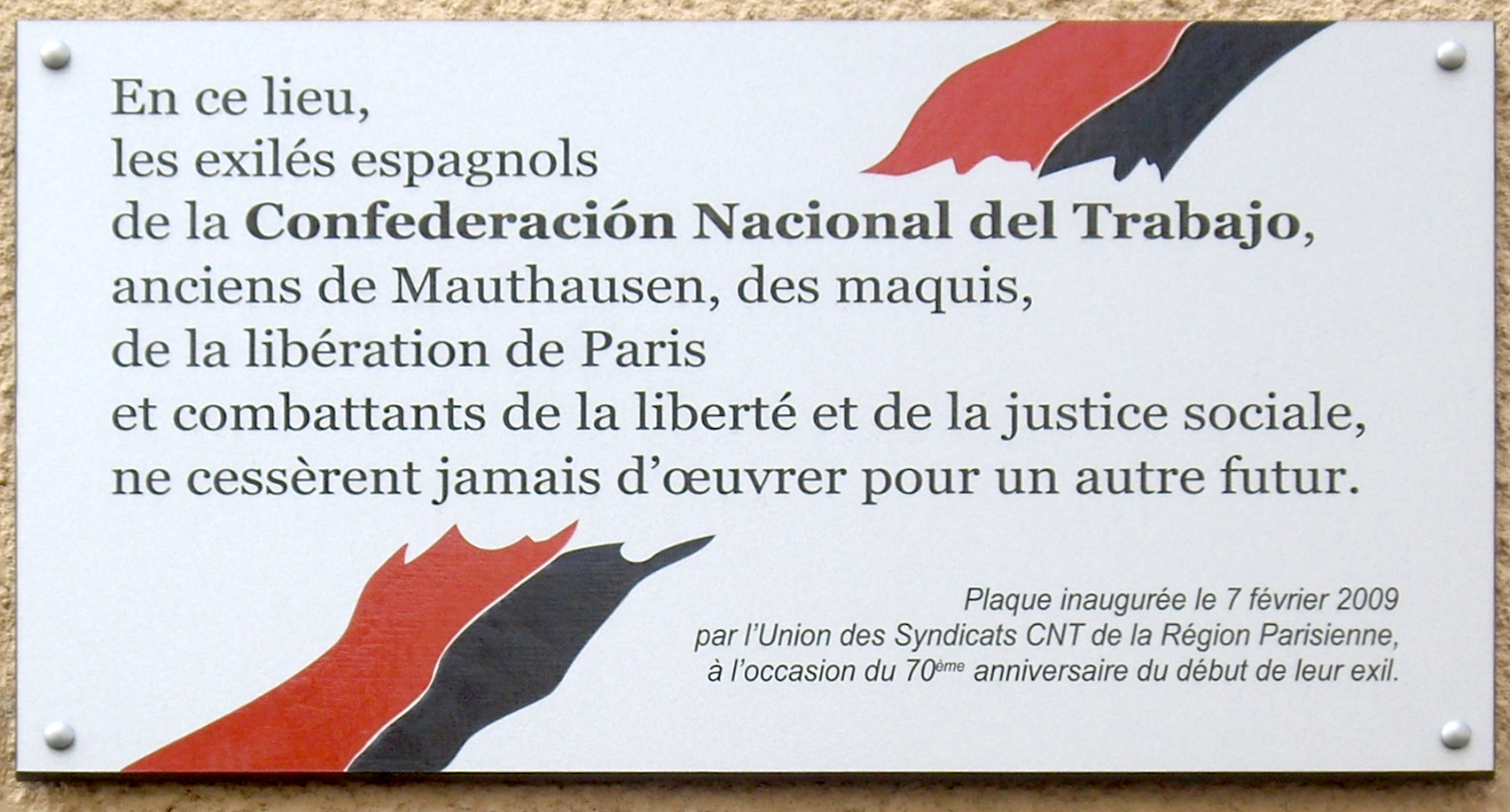
Plaque commémorative à Paris (2009).

### Participations à la Seconde Guerre mondiale

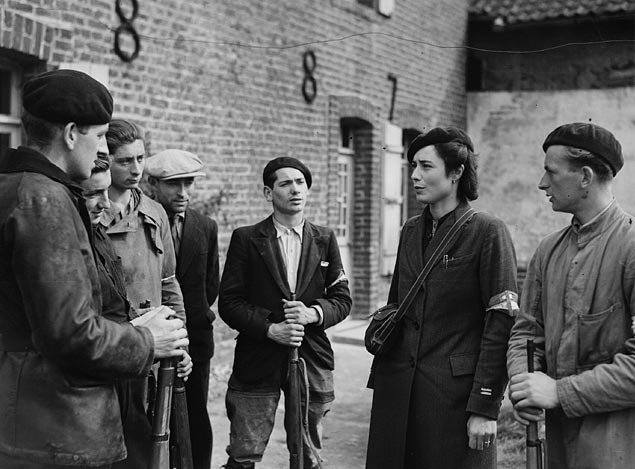
Un groupe de maquisards espagnols en France en 1944.

## La dictature franquiste (1939-1975)

### Maquis et activités clandestines
Le 12 septembre 1948, Antonio Ortiz Ramírez prend part avec Primitivo Gómez et José Pérez à une tentative de bombardement avec un petit avion de tourisme, de la tribune officielle que doit occuper Franco, à San Sebastián. C’est lui en particulier, qui prépare les bombes incendiaires. Ils sont interceptés par des avions de chasse espagnols, mais parviennent cependant à revenir se poser en France,,. Ce n’est qu’en janvier 1950, à la suite de la découverte en mai 1949 de l’imprimerie clandestine de Laureano Cerrada, puis de l’avion, qu’il est arrêté pour cette affaire.

### Résurgence de la CNT (1977) et création de la CGT (1978)

Confédération générale du travail.

## Brève chronologie
- 1870 : Le 15 janvier 1870, création du journal La Solidaridad fondé par Anselmo Lorenzo.
- 1870 : Le 28 décembre 1870, assassinat du général Joan Prim par José Paúl y Angulo.
- 1872 : Le 15 janvier 1872, création du journal La Revista Social fondé par Anselmo Lorenzo.
- 1872 : Le 16 décembre 1872, au Congrès de Cordoue, la section espagnole de l'AIT adopte les positions anarchistes de l'Internationale.
- 1873 : Le 12 juillet 1873, début de la Révolution cantonale.
- 1878 : Le 25 octobre 1878, tentative d'assassinat du roi Alphonse XII d'Espagne par Juan Oliva Moncasi.
- 1879 : Le 30 décembre 1879, tentative d'assassinat du roi Alphonse XII d'Espagne par Francisco Otero y Gonzalez.
- 1887 : Parution du journal El Productor animé par Teresa Claramunt.
- 1890 : Le 16 août 1890, première parution du journal La Anarquía fondé par Ernesto Alvarez.
- 1892 : Le 8 janvier 1892, début d'une révolte anarchiste en Andalousie.
- 1892 : Le 24 septembre 1892, attentat contre le général Arsenio Martinez Campos organisé par Paulino Pallás.
- 1896 : Du 11 au 15 décembre, procès de Montjuïc où sont impliqués plusieurs dizaines de militants dont certains en fuite à l'étranger : Federico Urales, Anselmo Lorenzo, Fernando Tarrida del Mármol, Teresa Claramunt, Pere Coromines.
- 1897 : Le 8 août 1897, assassinat du président du Conseil espagnol, Antonio Cánovas del Castillo, responsable de la torture et de l'exécution des anarchistes à Montjuich (Barcelone) par Michele Angiolillo.
- 1907 : Le 19 octobre 1907, premier numéro du journal Solidaridad Obrera édité à Barcelone par l’organisation syndicale Solidaridad Obrera.
- 1909 : Le 26 juillet 1909, début de la « Semaine tragique ». Appel à la grève générale par le syndicat Solidaridad Obrera pour protester contre le rappel de réservistes pour la guerre coloniale au Maroc. Des combats opposent forces gouvernementales et manifestants (150 manifestants sont tués).
- 1909 : Le 13 octobre 1909, exécution de Francisco Ferrer.

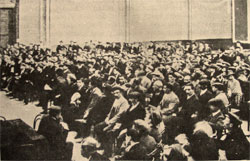
Congrès fondateur de la CNT en 1910.

- 1910 : Le 30 octobre 1910 à Barcelone, fondation de la Confederación Nacional del Trabajo (CNT).
- 1917 : Début de la vague de pistolérisme en Catalogne.
- 1920 : Le 27 novembre 1920, assassinat de José Canela, syndicaliste de la CNT, commandité par le gouverneur Severiano Martínez Anido[8].
- 1921 : Le 8 mars 1921, assassinat d'Eduardo Dato, responsable de la répression antisyndicale à Barcelone.
- 1923 : Le 10 mars 1923, assassinat de Salvador Seguí, secrétaire général de la CNT.
- 1927 : Le 25 juillet 1927, création de la Fédération anarchiste ibérique.

#### Dictionnaires biographiques
- (es) Miguel Iñiguez, Esbozo de una Enciclopedia histórica del anarquismo español, Fundación de Estudios Libertarios Anselmo Lorenzo, Madrid, 2001, 1, 2, 3, 4, 5.
- (es) Miguel Íñiguez, Enciclopedia Histórica del Anarquismo Español, 3 volumes, Vitoria, Asociación Isaac Puente, 2008, 2116 p.,  (ISBN 978-84-612-4049-4), (OCLC 316790800), (BNF 42077112), extraits en ligne.

#### Revues

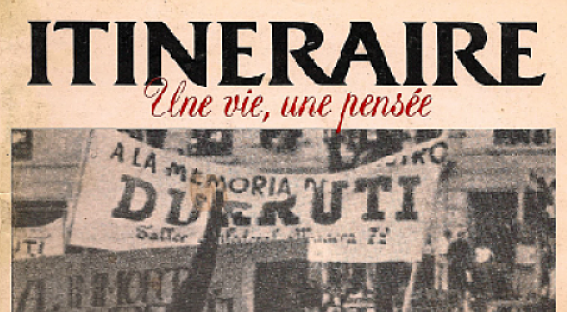
Itinéraire : une vie, une pensée, Buenaventura Durruti (1987).

- Buenaventura Durruti, Itinéraire : une vie, une pensée, no 1, juin 1987, 52 pages, texte intégral.

- À contretemps, « Revue de critique bibliographique et d'histoire du mouvement libertaire »
  - Ruedo Ibérico, n°3, juin 2001, lire en ligne.
  - Espagne 36 : mythe, histoire, mémoire, n°5, novembre 2001, lire en ligne.
  - Espagne 36, état des lieux, n°25, janvier 2007, lire en ligne.
  - Espagne, Mai 37, n°32, octobre 2008, lire en ligne.

- L’anarchisme espagnol, Cahiers de civilisation espagnole contemporaine, numéro spécial, 1|2012, [lire en ligne].

#### Articles
- Octavio Alberola, Le mouvement ouvrier et la révolution anti-autoritaire : l'anarchisme en Espagne, in L'Espagne, 1900-1985, Matériaux pour l'histoire de notre temps, n°3-4, 1985, pp. 28-34, DOI 10.3406/mat.1985.403908, lire en ligne.
- Guillermo, Avril 1931 : La CNT espagnole entre république et révolution, Alternative libertaire,  n°205, avril 2011, texte intégral.
- Joël Delhom, Les anarchistes espagnols dans les conspirations contre la Dictature et la Monarchie (1923-1930), Cahiers de civilisation espagnole contemporaine, 1|2012, texte intégral.
- Myrtille, L’anticapitalisme des anarchistes et anarcho-syndicalistes espagnols des années trente, Les Giménologues, 8 juin 2012, lire en ligne.
- Oscar Frean Hernandez, L’anarchisme en Espagne : bilan historiographique et nouvelles perspectives de recherche, Dissidences, janvier 2015, lire en ligne.
- Jacques Toublet, Sur la CGT d’Espagne, articles et textes de 1993, 1996 et 1997, Monde-nouveau, lire en ligne.
- Arnaud Dolidier, Milieux et mouvements libertaires pendant la Seconde République et la Guerre Civile espagnole, in Spagna Anno Zero: la guerra come soluzione, Diacronie. Studi di Storia Contemporanea, 7|2011, lire en ligne.
- Joël Delhom, Mèmoires de militants anarchistes espagnols : quelques èlèments de réflexion, in Écritures de soi, Norbert Col (éd.), Paris, L'Harmattan, 2007, pp. 391-398, lire en ligne.
- Freddy Gomez, César M. Lorenzo - Le mouvement anarchiste en Espagne, Le Monde libertaire, 14-20 septembre 2006, lire en ligne.
- Édouard Waintrop, Abel Paz, un ado sur les barricades, Libération, 6 août 2001, lire en ligne.
- Édouard Waintrop, Martinez Lorenzo, l'historien critique, Libération, 7 août 2001, lire en ligne.
- Édouard Waintrop, Les écrans de la révolte, Libération, 11 août 2001, lire en ligne.

#### En anglais
- (en) Robert J. Alexander, The Anarchists in the Spanish Civil War, volume 1, Janus Publishing Company Lim, 1999, extraits en ligne.
- (en) Robert J. Alexander, The Anarchists in the Spanish Civil War, volume 2, Janus Publishing Company Lim, 1999, extraits en ligne.

#### En espagnol
- (es) Oscar Freán Hernández, « El paso a la acción directa », Cahiers de civilisation espagnole contemporaine, 19|2017, [lire en ligne], DOI 10.4000/ccec.6780

### Audiovisuel
- Lisa Berger, Carol Mazer, De toda la vida, Mujeres Libres, 1986, voir en ligne.
- Land and Freedom, Ken Loach, 1994.
- Libertarias, Vicente Aranda, 1996.
- Juan Gamero, Vivir la utopía (Vivre l'utopie), 96 min, TV Catalunya, 1997, voir en ligne.
- Richard Prost, Un autre futur : L'Espagne rouge et noir (1990) et Contre vents et marées (1995), 151 min, Les films du village, voir en ligne.

### Bande dessinée
- Bruno Loth, Les Fantômes de Ermo, tome 1, Éditions La Boîte à Bulles, 2017, présentation éditeur.